# Křižovatka Mostar

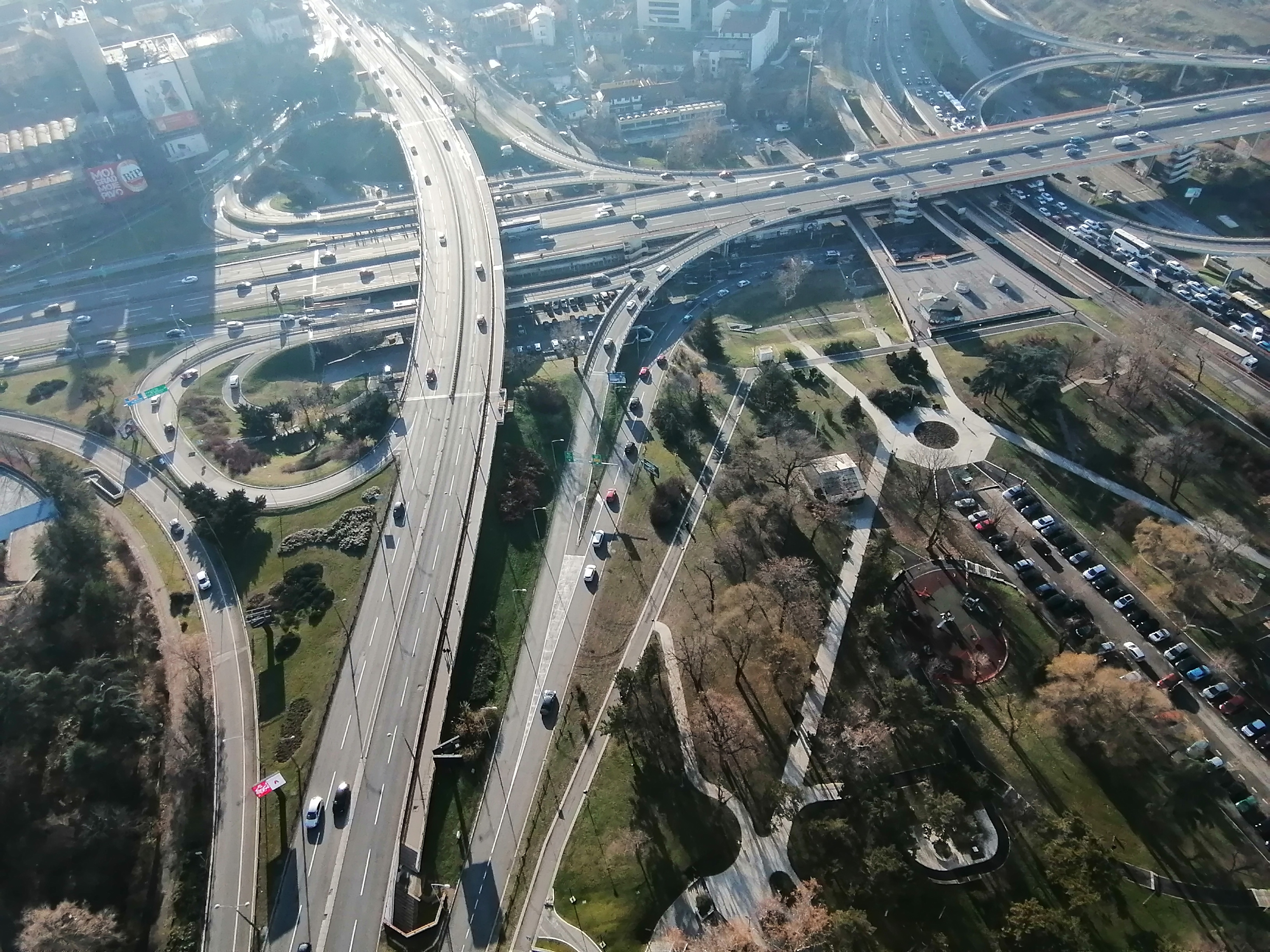
Křižovatka v roce 2022

Křižovatka Mostar (srbsky v cyrilici Мостарска петља, v latince Mostarska petlja) je jedna z hlavních mimoúrovňových křižovatek v srbském Bělehradu. Nachází se v jihozápadní části města, v blízkosti řeky Sávy. Křižovatka představuje významné napojení dálničních tahů směrem na Záhřeb, Novi Sad a Niš s centrem města.
Křižovatka má západní část (křížení dálnice Záhřeb-Bělehrad-Niš se silničním tahem Bělehrad-Obrenovac) a východní část (křížení dálnice Záhřeb-Bělehrad-Niš s bulvárem Vojvody Putnika). Mezi oběma částmi křižovatky lze projíždět v různých směrech. Západně od křižovatky začíná most Gazela, jeden z dopravně nejrušnějších mostů v Srbsku.
Výstavba křižovatky byla zahájena v roce 1967 a dokončena roku 1974 na místě osady Jatan mala. Její finální podobu navrhli Branislav Jovin a Jovan Katanić. Původně měla sloužit jako součást městské rychlostní silnice ve směru Bežanija-Autokomanda, nicméně vzhledem k dlouhodobé neexistenci silničního obchvatu srbské metropole je křižovatka, jejíž plocha zabírá 2 hektary, využívána rovněž i pro tranzitní dopravu. V letech 2011 a 2012 byla celá křižovatka kompletně zrekonstruována.